# Dío

Mapa de Eubea con la ubicación de algunas de sus principales ciudades en la Antigüedad. Dío se ubicaba en la parte norte de la isla.

Dío (en griego, Δίον) es el nombre de una antigua ciudad griega de Eubea que fue mencionada por Homero en el catálogo de las naves de la Ilíada.
Según Estrabón, se encontraba cerca del cabo Ceneo, al norte de la isla de Eubea, cerca de Atenas Diades y no lejos de Óreo. De Dío procedían los colonos de la ciudad de Canas de Eólide.
Se localizaba cerca de la moderna ciudad de Lijada, donde la colina baja de Kastri o la acrópolis natural de Kastelli, que contienen restos de varios periodos de la Antigüedad, podrían haber sido los lugares donde se hallaba. Esta última también se ha sugerido como probable localización de Atenas Diades, una ciudad citada por Estrabón.